# David Cook
David Ronald Cook (født 20. december 1982) er en amerikansk rocksanger-sangskriver, som blev kendt efter at han vandt den syvende sæson af tv-realityshow American Idol.